# 33-as busz (Vác)

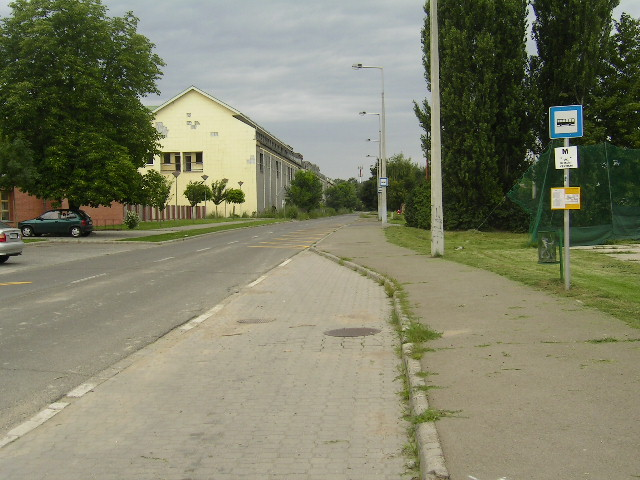
Szérűskert Oktatási Centrum buszmegálló az autóbusz-forduló irányába (a Boronkay középiskola bejárata előtt)

A váci 33-as jelzésű autóbusz a Telep utca és az Szérűskert autóbusz-forduló között közlekedik tanítási időszakban, csúcsidőben, illetve tanszünetben, munkanapokon egy járata a Telep utcától az Autóbusz-állomásig közlekedik.
Reggelente az autóbusz-állomástól folyamatosan kisegítő járatok indulnak a Szérűskertig, melyeket az ottani intézményben tanuló diákok térítés nélkül vehetnek igénybe. Ennek az az oka, hogy a belvárosból több középfokú oktatási intézményt kiköltöztettek a szérűskertbe, így a környező településekről (ti. Dunakeszi, Vácrátót, valamint Rád felől) tömegközlekedéssel bejáró diákok (akik az autóbusz-állomásra, illetve a mellette lévő vasútállomásra érkeznek be) könnyen el tudjanak jutni a több mint két és fél kilométerre lévő szérűskerti oktatási intézményükbe. Ezeket a kisegítő járatokat korábban a 13i jelzéssel látták el, 2008 őszén már egységesen a 13-as számot kapták a viszonylat ezen szakaszán közlekedő járatok, majd 2009. június 16-án a járatot átszámozták 361-esre. A járat korábban csak egy irányba közlekedett (Szérűskert felé), majd a járatszám módosításkor a 14-es buszok (melyek a délutáni visszairányú közlekedést tették lehetővé) számozása is a 361-esre módosult, így tulajdonképpen a 14-es busz megszűnt. A délutáni, Szérűskertből induló járatok (tehát a korábbi 14-es) csak az autóbusz-állomásig közlekednek.

## Története
2024. március 1-jétől a Volánbusz a Vác helyi járatát alkotó 360–366 jelzésű vonalakat átszámozta, a korábbi 361-es vonalból lett az új 33-as autóbuszvonal. A módosítás nem érintette az autóbuszok menetrendjét.

## Megállóhelyei
| 0  | Telep utca induló végállomás                  | |
| 2  | Nógrádi utca                                  | 4, 5, 6, 11, 55 |
| 3  | Vörösmarty tér                                | 4, 5, 6, 11, 55 |
| 4  | Deákvár, ABC                                  | 3, 4, 5, 6, 11, 55 |
| 5  | Fürj utca                                     | 3, 4, 5, 6, 11, 55 |
| 6  | Deákvári főút 29.                             | 3, 4, 5, 6, 11, 55 |
| 7  | Gombási út 94.                                | 3, 4, 5, 6, 55 |
| 8  | Altányi szőlők                                | 3, 4, 5, 6, 55 |
| 9  | Radnóti út                                    | 3, 4, 5, 6, 11, 55 |
| 11 | Újhegyi út 42.                                | 3, 4, 5, 6, 55 |
| 12 | Deákvár, ABC                                  | 3, 4, 5, 6, 11, 55 |
| 14 | Öntöde                                        | 3, 4, 5, 55 |
| 17 | Autóbusz-állomás                              | 3, 4, 5 300, 314, 328, 329, 330, 331, 332, 333, 334, 335, 337, 338, 339, 342, 343, 345, 347, 348, 350, 351, 360, 361, 362, 363, 371, 455 1013 S70 G70 Z70 S71 G71 S77 S750 EC, EN |
| 19 | Rákóczi tér                                   | 3 328, 329, 330, 331, 332, 342, 347, 360, 361, 362, 363, 455 1013 |
| 20 | Hunyadi utca                                  | 3 328, 329, 330, 331, 332, 342, 347, 455 |
| 21 | Autójavító                                    | 3 328, 329, 330, 331, 332, 342, 347, 350, 351, 360, 361, 362, 363, 455 1013 |
| 22 | Pap Béla utca                                 | 1, 4, 11, 55 455 |
| 23 | Buki sor                                      | 1, 4, 11, 55 342, 347, 455 |
| 24 | Szérűskert Oktatási Centrum                   | 1, 4, 11, 55 342, 347, 455 |
| 25 | Szérűskert autóbusz-forduló érkező végállomás | 1, 4, 11 342, 347, 455 |